# 羅馬-塞琉古戰爭
羅馬-敘利亞戰爭（前192年－前188年），也被稱為安條克戰爭或敘利亞戰爭，主要是羅馬和塞琉古國王安條克三世在希臘、愛琴海和小亞細亞間的軍事衝突。
隨著馬其頓王國在第二次馬其頓戰爭敗於羅馬，使羅馬把影響力擴張到希臘本土，同時塞琉古國王安條克三世擊敗托勒密埃及後，勢力也擴張到小亞細亞和色雷斯。從前196年起，這兩大勢力逐漸相互在檯面下摩擦，最終引發羅馬-敘利亞戰爭。
戰爭的最後由羅馬獲得徹底的勝利，安條克三世被迫簽下阿帕米亞和約，使塞琉古帝國割讓小亞細亞給羅馬的盟國，也進一步確認羅馬在希臘的霸權，更使羅馬成為地中海唯一的一等強國。

## 對抗

### 序曲
塞琉古國王安條克三世介入希臘的紛爭這事，要從他與馬其頓國王腓力五世秘密聯盟說起。前203年，兩國秘密協定瓜分埃及國王托勒密五世的領土，隨後安條克三世向埃及發起戰爭。
差不多同時，腓力也趁機奪取埃及在愛琴海周遭的海外領土，腓力還跟帕加馬、羅德島交戰，爆發克里特戰爭。然而在前200年，帕加馬、羅德島因難與抵禦馬其頓的壓力，他們向羅馬尋求幫助，使羅馬加入對抗馬其頓的戰爭，開始捲入希臘的事務。羅馬隨即派了一支軍隊進入希臘與馬其頓交戰，迫使腓力五世放棄小亞細亞和赫勒斯滂周遭的占領地，專心對付羅馬入侵。
這個時候，塞琉古國王安條克三世正與托勒密王國進行第五次敘利亞戰爭，並在前200年的帕尼翁戰役中擊敗托勒密的軍隊。前198年，安條克三世征服柯里敘利亞。

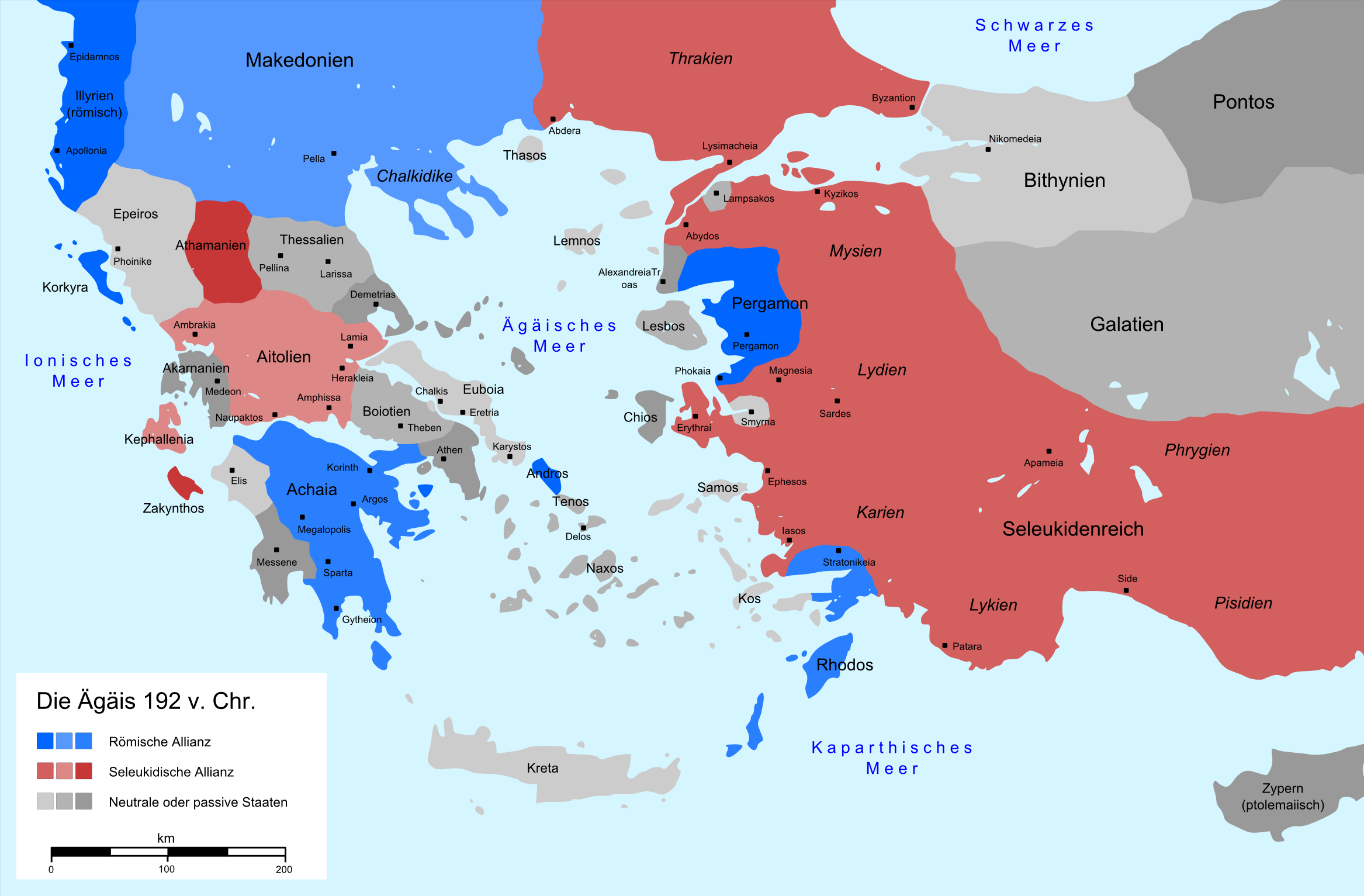
前192年的希臘和愛琴海戰前形勢
塞琉古帝國

安條克三世在掌握柯里敘利亞之後，準備繼續奪取托勒密王國在奇里乞亞、呂底亞和卡里亞的領土。安條克三世親自率領一支艦隊沿路托勒密海岸城市，雖然羅馬的盟邦羅得島在該區擁有不小的海軍力量，使羅得島心生警惕 ，雖然羅得島派出大使向安條克表達抗議，但雙方協商後安條克三世的艦隊繼續原有計畫，安條克三世因此趁著馬其頓軍隊撤離後的真空，占領了不少小亞細亞和赫勒斯滂沿海城市。另一方面因為腓力五世已經在庫諾斯克法萊戰役被羅馬和埃托利亞同盟擊敗，第二次馬其頓戰爭結束，停戰和約使馬其頓王國除了賠償戰爭軍費和喪失色薩利、色雷斯領土外，還被迫成為羅馬的同盟國。而後，安條克三世在前196年以收回帝國失土為由，繼續朝色雷斯進軍，當地曾經在塞琉古一世時為帝國疆土，但在塞琉古一世被刺殺之後失去了。
安條克三世的奪取小亞細亞城市和進軍色雷斯的行動不免引起羅馬人的焦慮，雙方針對這個問題在利西馬其亞招開會議協商，但爭議並沒有解決，然而羅馬主導希臘事務的資深執政官提圖斯·昆克蒂烏斯·弗拉米寧和安條克三世並沒有打算讓衝突惡化，雙方暫時擱置問題。隨著塞琉古帝國和托勒密王朝之間的第五次敘利亞戰爭於同年結束，兩國簽訂合約，和約內容包括柯里敘利亞成為塞琉古的領地及托勒密五世必須迎娶安條克的女兒克利奧帕特拉一世為妻，因此安條克三世把所有注意力從亞洲轉到歐洲，並試圖與弗拉米寧協談雙方同盟的準備工作。

### 關係惡化

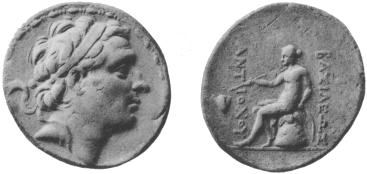
安條克三世的銀幣

在希臘，儘管仰慕希臘文化的弗拉米寧在幾年前宣布希臘人獲得"自由"，但因為羅馬持續在希臘城邦間擴大影響和干涉，加上埃托利亞同盟不滿意在第二次馬其頓戰爭所得的領土太少，使埃托利亞同盟逐漸反對羅馬。公元前195年，羅馬決定入侵斯巴達時，埃托利亞同盟要求自己來處理斯巴達問題，並希望羅馬撤出希臘半島。然而，亞該亞同盟不希望埃托利亞同盟的勢力過於茁壯，反對這項提案，使埃托利亞同盟反羅馬的態度越發明顯。同時，以復興整個帝國為目標的安條克三世再一次進行色雷斯征途。前195年，安條克三世勢力進入歐洲，色雷斯幾乎重新回到塞琉古帝國手中。
隨著希臘反納比斯戰爭結束，弗拉米寧所率了羅馬軍隊履行先前的承諾撤出希臘半島，但親安條克三世的弗拉米寧返回羅馬城後發現，元老院中大西庇阿領導的敵對派系趁自己不在國內已經擊敗自己的派系，掌握了元老院多數，而羅馬人也大多對於安條克三世的色雷斯行動表現明顯的敵意，迫使弗拉米寧改變自己親塞琉古的方針。當安條克三世派遣的使團來到羅馬城，打算向元老院提議同盟一事，結果使團出乎意料遭到元老院不友善的對待，元老院反而要求塞琉古軍隊無條件撤出色雷斯，或者解放小亞細亞的希臘城邦，以此為先決條件否決了安條克的同盟邀請。致使羅馬與塞琉古間關係越發越緊張。
這時，引發第二次布匿戰爭的迦太基將軍漢尼拔從迦太基流亡到塞琉古帝國境內的泰爾，之後又到以弗所的安條克三世宮廷尋求庇護，在那裏試圖遊說安條克發起對抗羅馬的行動。另一方面，自從羅馬軍隊離開希臘後，埃托利亞同盟開始鼓動其他強權成立反羅馬聯盟，此時安條克三世尚未決定要與羅馬發起戰爭而不予明確回應，馬其頓國王腓力五世則明確拒絕了，然而剛戰敗的斯巴達國王納比斯反而接受邀請，但納比斯復興斯巴達的舉動很快遭受到擊敗，埃托利亞同盟擊敗羅馬的希望落空了。
為了解決羅馬的強硬要求，羅馬元老院大使與國王安條克三世在前193年以弗所再次進行協商，安條克試圖讓步，他願意放棄羅德島和拜占庭之間的條約、以及給予其他除伊奧利亞和愛奧尼亞以外的小亞細亞希臘城市自由，但此舉羅馬人仍不滿意。羅馬堅持安條克三世必須離開色雷斯，並且在小亞細亞的希臘城邦的獨立須受到尊重，兩方的矛盾使在以弗所的協商再度破局，儘管安條克並沒有打算與羅馬發生戰爭，但雙方的關係更趨緊繃，戰爭似乎無法避免。
埃托利亞同盟再度發起行動，而這次安條克三世終於答應了，並承諾如果埃托利亞人與羅馬發生戰爭他將會介入。在得到安條克的諾言後，埃托利亞同盟攻擊在德米特里阿斯和卡爾基斯的要塞，但僅僅只有德米特里阿斯的攻勢成功。對於埃托利亞同盟的行動，毫無意問羅馬軍隊將會再度登陸希臘，儘管安條克三世在其他事務上的行動使他手頭上沒有足夠的大軍，他仍然率領10,000名步兵、500名騎兵和六頭戰象橫過愛琴海，以希臘解放者姿態登陸色薩利的德米特里阿斯。差不多同時，羅馬也派了由兩個羅馬軍團所組建的軍隊，約莫25,000名，渡過亞得里亞海來到伊利里亞，準備南下希臘。

## 軍事衝突

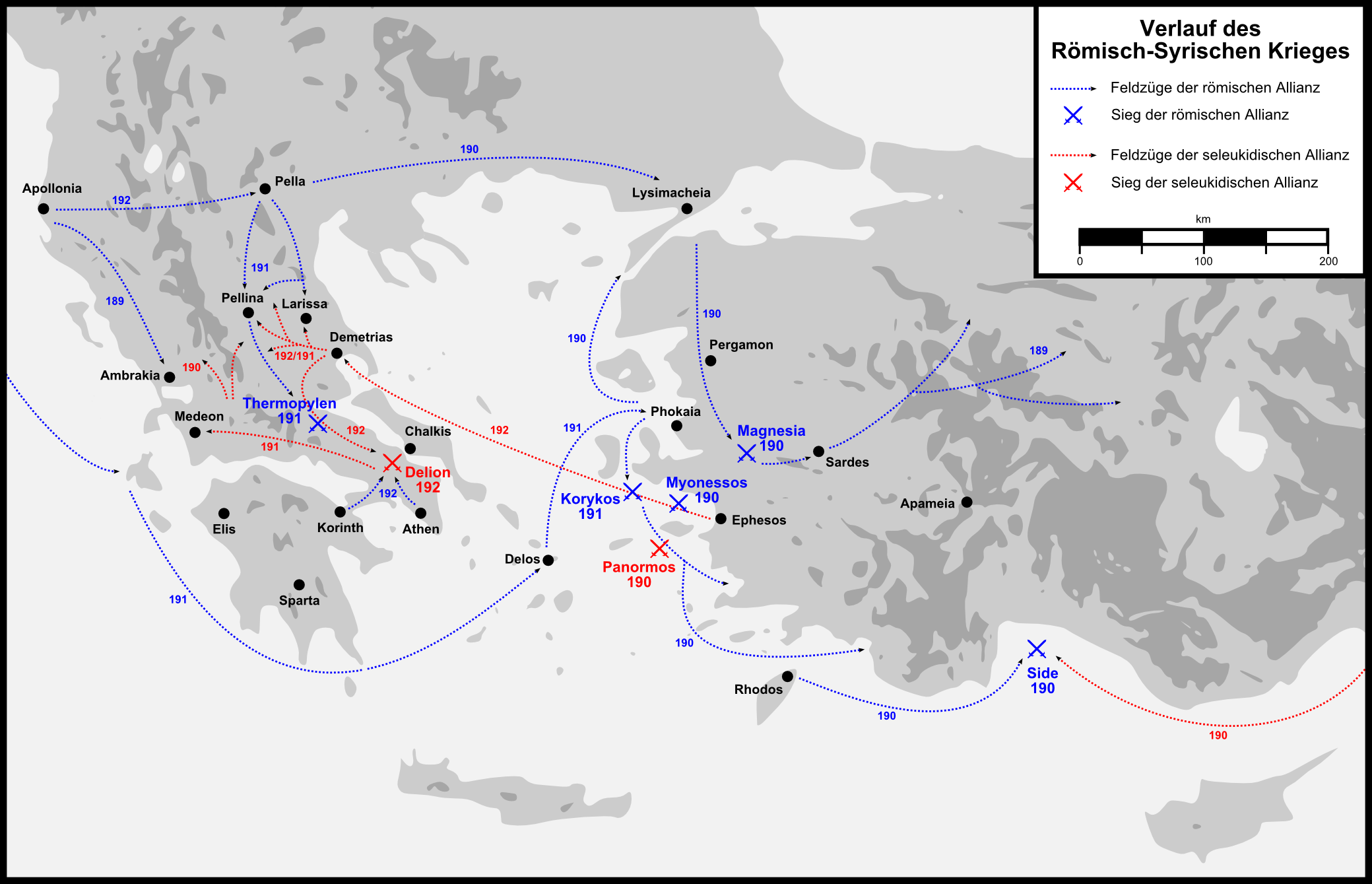
羅馬和塞琉古的進軍路線
羅馬聯軍
塞琉古軍

在登陸希臘後，安條克三世祈望還有其他希臘勢力可以加入反羅馬同盟，然而亞該亞同盟對他宣戰作為對應，甚至連馬其頓腓力五世都願意對羅馬提供幫助，這造成希臘半島上最強大的馬其頓可能變成安條克的敵手。雖然安條克在戰爭初期有些進展，但羅馬軍繞過埃托利亞進入色薩利，同時馬其頓軍也進入色薩利，安條克三世希望能在溫泉關抵擋羅馬軍，但溫泉關戰役結果使他的大軍遭受慘重損失，這樣一來安條克三世只能撤回小亞細亞，孤立無援的埃托利亞同盟只能在埃托利亞戰爭後降服於羅馬。
雖然在愛琴海海域上塞琉古擁有強大的海軍，但羅馬在與帕加馬和羅德島的同盟下組成龐大的艦隊，並在科律克索戰役擊敗塞琉古海軍。前191年，羅馬同盟艦隊封鎖小亞細亞沿岸的港口，而安條克三世試圖重建他的海軍，更派遣迦太基名將漢尼拔到腓尼基建造艦隊，來阻止羅馬陸軍渡過愛琴海，也希望能在海戰中擊敗羅馬同盟艦隊使聯軍分散，再分別一一擊破。
如同安條克計畫，羅馬同盟艦隊遭到塞琉古艦隊突襲，羅德島喪失大量船隻，使帕加馬國王歐邁尼斯二世派遣軍隊到北愛琴海支援陸軍行動，留下羅馬和羅德島繼續在薩摩斯監視塞琉古艦隊，羅馬聯軍因此而分散。然而當漢尼拔的艦隊前往達達尼爾海峽的途中遭到羅德島艦隊攔截，並在歐利米登戰役中慘敗。安條克三世在無奈下只能以剩下的艦隊作為賭注，在前190年邁昂尼蘇斯戰役中再度戰敗。
在一連串海戰勝利後，羅馬大軍可以肆無忌憚渡過達達尼爾海峽進入亞洲，而安條克三世也聚集龐大的軍隊對應，雖然安條克有意接受羅馬戰前的條件來避戰，但已經太遲了，雙方在馬格尼西亞戰役展開廝殺，羅馬軍隊主帥為大西庇阿的弟弟盧基烏斯·科爾內利烏斯·西庇阿·亞細亞提庫斯，雖然安條克三世成功擊破羅馬聯軍的左翼，但自己塞琉古軍隊的左翼卻遭到擊敗，使中央的步兵方陣遭到聯軍夾擊，塞琉古軍死傷大半，安條克只能接受這場戰爭失敗的事實。此戰後盧基烏斯獲得了「征服亞洲的」的稱號。

## 阿帕米亞和約

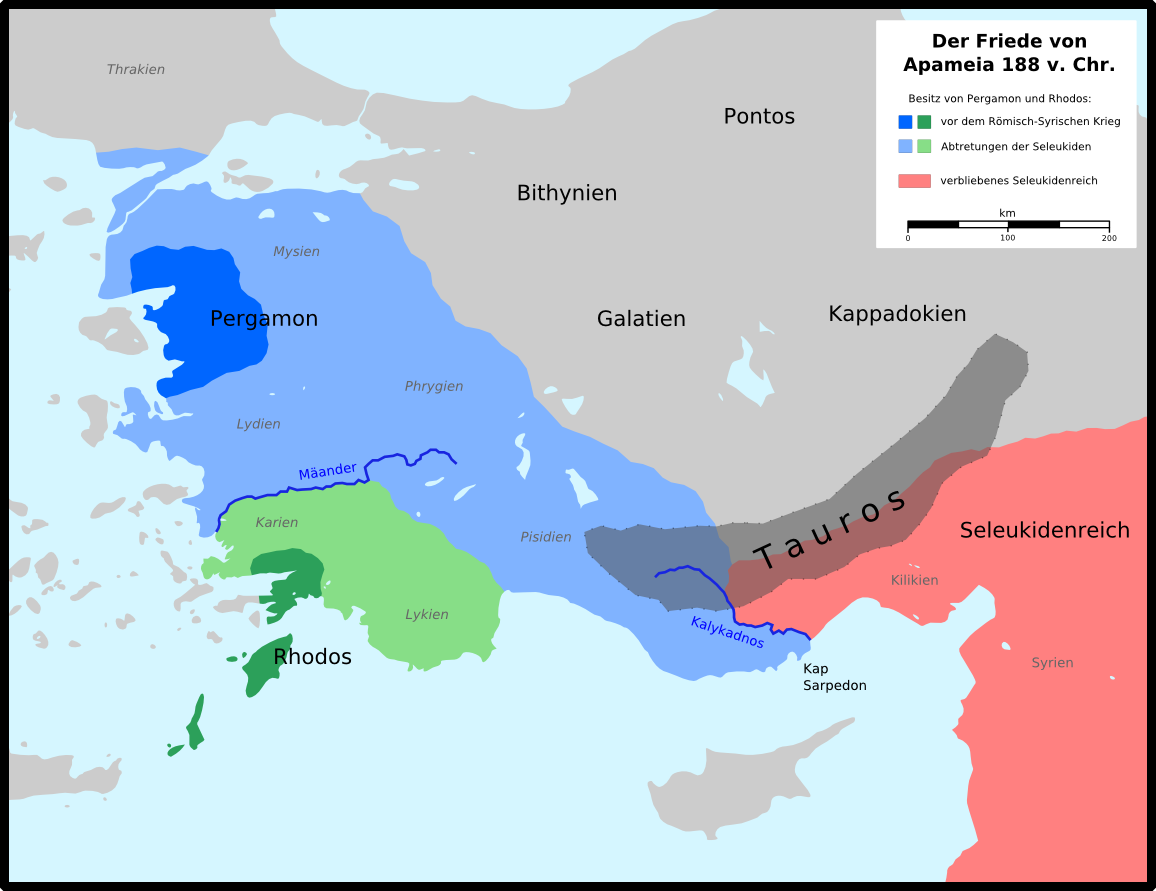
阿帕米亞和約後的疆土變遷
塞琉古帝國
帕加馬王國獲得領土
羅德島獲得領土

雙方戰爭結果以塞琉古慘敗結束，根據阿帕米亞和約，安條克三世必須完全放棄歐洲及托魯斯山脈以西的亞洲地方、交出他所有的大象、以及只能擁有12艘戰船作為國民治安之用，然而在受到攻擊時他可以有多一些戰船，並支付15,000塔蘭同銀幣。帕加馬和羅德島獲得了塞琉古帝國在安納托利亞的全部領土作為長期支持羅馬的回報，也使羅馬的政治霸權得以擴張到地中海東部。

### 古代文獻
- 蒂托·李維,translated by Henry Bettison, (1976). Rome and the Mediterranean. London: Penguin Classics. ISBN 0-14-044318-5.
- 波利比烏斯, translated by Frank W. Walbank, (1979). The Rise of the Roman Empire. New York: Penguin Classics. ISBN 0-14-044362-2.

### 現代文獻
- Rickard, J. .   [2009-03-27]. （原始内容存档于2020-11-19）.
- Ernst Badian, (1959). Rome and Antiochos the Great: A Study in Cold War. CPh 54, Page 81–99.
- John D. Grainger, (2002). The Roman War of Antiochos the Great. Leiden and Boston.
- Peter Green, (1990). Alexander to Actium: The Historical Evolution of the Hellenistic Age, (2nd edition). Los Angeles: University of California Press. ISBN 0-500-01485-X.
- Erich Gruen, (1984). The Hellenistic World and the Coming of Rome. Los Angeles: University of California Press. ISBN 0-520-05737-6
- Bezalel Bar-Kochva, (1976). The Seleucid Army. Organization and Tactics in the Great Campaigns. Cambridge.
- Robert M. Errington, (1989). Rome against Philipp and Antiochos. In: A.E. Astin (Hrsg.). CAH VIII2, S. 244–289.